# Anguillara Veneta
Anguillara Veneta es una comuna de 4.679 habitantes de la provincia de Padua.

## Geografía
Es atravesada por el río Adigio (2º río más largo de Italia, tras el río Po) que constituye el límite meridional de la comuna y por el canal Gorzone además de otros cursos de agua menores.

## Economía
La comuna tiene una vocación preferentemente agrícola ya que dispone de un terreno fértil que se adapta a muchos tipos de cultivos, sobre todo de cereales como el maíz.

## Evolución demográfica
| Gráfica de evolución demográfica de Anguillara Veneta entre 1861 y 2001 |
|                                                                         |
| Fuente ISTAT - elaboración gráfica de Wikipedia                         |